# Boris C. Hoge-Benteler
Boris Celeste Hoge-Benteler (* 7. Juni 1979 in Marburg) ist eine in Deutschland lebende, schriftstellerisch tätige Person.

## Biografie
Boris C. Hoge-Benteler wuchs in Salzkotten und Büren (Westfalen) auf, studierte Neuere deutsche Literatur, Italienisch, Geschichte sowie Bibliotheks- und Informationswissenschaft an der Humboldt-Universität zu Berlin und der Universität Wien und promovierte 2012 an der Westfälischen Wilhelms-Universität Münster. Seit 2014 betreut er in der Thüringer Universitäts- und Landesbibliothek Jena verschiedene neuphilologische Fachreferate. Im April 2022 erschien sein Debütroman „Sonnenstadt“. Boris C. Hoge-Benteler lebt in Weimar.
Boris C. Hoge-Benteler identifiziert sich als nichtbinär und akzeptiert alle Pronomen. Er unterstützt die Initiative Weltoffenes Thüringen und beteiligt sich an der Queer Media Society, welche sich für mehr Sichtbarkeit queerer Inhalte und Personen im Literaturbetrieb einsetzt. Seit 2025 ist er Mitglied des PEN Berlin.

## Werke

### Literarische Werke

#### Einzelveröffentlichungen
- Liebe Dunkelheit. Briefroman. Erfurt: kul-ja! publishing 2023. ISBN 978-3-949260-13-1
- Sonnenstadt. Roman. Erfurt: kul-ja! publishing 2022. ISBN 978-3-949260-04-9

#### Veröffentlichungen in Sammelwerken
- spiegelverkehrt. In: Wunderwerk Text. Literaturwettbewerb 2024. Auslese. Hrsg. für die Gruppe 48 e.V. von Uta Oberkampf und Heiger Ostertag. Bergheim: Mackingerverlag 2024, S. 61–67. ISBN 978-3-7504-9623-1
- Apparaturen. In: Lichtungen 43 (2022) 172, S. 29–30. ISSN 1012-4705
- Mitwahrnehmen. Marion Poschmanns „Die Sonnenposition“ und „höhere Vernunft“. In: Helmut Hühn, Nancy Hünger, Guido Naschert (Hrsg.): Was hält ein Gedicht zusammen? Einblicke in die Werkstätten deutschsprachiger Gegenwartslyrik. Weimar: Gutenberg 2018, S. 108–111. ISBN 978-3-936305-53-1
- Am Hang. In: Rem-Phase Master-Cut. Anthologie. Ausgewählt von Stefan Heuer und Dirk Strauch. Burgdorf: Strauch 2002, S. 12–29.[5]
- regennacht. In: Federwelt 21 (2000), S. 47. ISSN 1439-8362

### Wissenschaftliche Werke

#### Einzelveröffentlichungen
- Schreiben über Russland. Die Konstruktion von Raum, Geschichte und kultureller Identität in deutschen Erzähltexten seit 1989. Heidelberg: Winter 2012. ISBN 978-3-8253-6133-4

#### Datenbankbeiträge
- Büscher, Wolfgang: Berlin – Moskau. Eine Reise zu Fuß. In: Kindlers Literatur-Lexikon (Datenbank, 31. März 2016).[6]

#### Veröffentlichungen in Zeitschriften oder Sammelwerken
- Schacht, Ulrich (2013), Grimsey. Eine Novelle. In: Zielsprache Deutsch 43 (2016) 3, S. 65–67. ISSN 0341-5864
- Metakonstruktion. Zu Möglichkeiten des Umgangs mit problematischen Russland-/Russendarstellungen in der jüngsten deutschen Erzählliteratur am Beispiel von Wolfgang Herrndorfs Roman „Tschick“. In: Kjl & m – Forschung, Schule, Bibliothek 67, 2015/2 (Sonderheft zum Thema „Russland“), S. 33–42. ISSN 1864-144X
- Daniel Kehlmann: Die Vermessung der Welt. Roman. In: Bönnighausen, Marion; Vogt, Jochen (Hrsg.): Literatur für die Schule. Ein Werklexikon zum Deutschunterricht. Paderborn: W. Fink 2014, S. 447–448. ISBN 978-3-8252-8522-7
- „Du deutscher, deutscher Zwerg“. Individualismus, russische Alterität und deutsche Identität in der deutschen Literatur seit 1989. In: Grucza, Franciszek (Hg.): Vielheit und Einheit der Germanistik weltweit. Bd. 6. Frankfurt a. M. u. a.: Lang 2012, S. 309–313. ISBN 978-3-631-63206-2
- „Kreuzzeitung“ und „russische Grenze“ – Das historische und geographische Detail bei Theodor Fontane und Eduard von Keyserling. In: Moderna språk 104 (2010) Nr. 2, S. 33–44, doi:10.58221/mosp.v104i2.8329.
- „Das zerbrochene Ringlein“. Eduard von Keyserling und Joseph von Eichendorff. In: Aurora 68 (2008/2009), S. 79–88. ISSN 0341-1230

#### Als Mitherausgeber
- Zeitenfenster. Aus den Beständen der Thüringer Universitäts- und Landesbibliothek Jena. Hrsg. v. Kirsten Gerth, Uwe B. Glatz, Boris Hoge-Benteler u. Joachim Ott. Jena: Thüringer Universitäts- und Landesbibliothek 2021. ISBN 978-3-944919-31-7
- Gerhart und Margarete Hauptmann – Oskar Loerke. Briefwechsel. Hrsg. v. Peter Sprengel et al. Bielefeld: Aisthesis 2006. ISBN 978-3-89528-552-3
- Theodor Storm – Gebrüder Paetel. Briefwechsel. Hrsg. v. Roland Berbig et al. Berlin: E. Schmidt 2006. ISBN 978-3-503-07950-6

## Auszeichnungen
- 2025: Stipendium der Kulturstiftung Thüringen[7]